# Lefty Gomez

Vernon Louis « Lefty » Gomez (26 novembre 1908 à Rodeo en Californie - 17 février 1989 à Greenbrae), est un joueur américain d'origine mexicaine de baseball. lanceur, il a joué aux Yankees de New York (1930-1942) et aux Senators de Washington (1943), futurs Twins du Minnesota. Vainqueur de cinq Séries mondiales, il a été élu au Temple de la renommée du baseball en 1972.